# Rajd Orlen 2008
Rajd Orlen 2008 – 2. edycja Rajdu Orlen. Był to rajd samochodowy rozgrywany od 20 do 21 września 2008 roku. Bazą rajdu było miasto Płock. Była to ósma runda Rajdowych Samochodowych Mistrzostw Polski w roku 2008. Rajd składał się z jedenastu odcinków specjalnych.

## Wyniki końcowe rajdu[1]
| Miejsce | Kierowca             | Pilot            | Samochód                 | Czas      | Strata  | Grupa Klasa | Punkty |
| ------- | -------------------- | ---------------- | ------------------------ | --------- | ------- | ----------- | ------ |
| 1       | Krzysztof Hołowczyc  | Łukasz Kurzeja   | Peugeot 207 S2000        | 1:37:38.8 | -       | S2000       | 11     |
| 2       | Bryan Bouffier       | Xavier Panseri   | Peugeot 207 S2000        | 1:37:47.0 | +8.2    | S2000       | 8      |
| 3       | Michał Sołowow       | Maciej Baran     | Peugeot 207 S2000        | 1:38:13.3 | +34.5   | S2000       | 6      |
| 4       | Kajetan Kajetanowicz | Maciej Wisławski | Mitsubishi Lancer Evo IX | 1:38:43.5 | +1:04.7 | N4          | 5      |
| 5       | Tomasz Kuchar        | Daniel Dymurski  | Peugeot 207 S2000        | 1:39:26.0 | +1:47.2 | S2000       | 4      |
| 6       | Michał Bębenek       | Grzegorz Bębenek | Mitsubishi Lancer Evo IX | 1:39:30.3 | +1:51.5 | N4          | 3      |
| 7       | Paweł Dytko          | Tomasz Dytko     | Mitsubishi Lancer Evo IX | 1:41:28.3 | +3:49.5 | N4          | 2      |
| 8       | Mariusz Stec         | Joanna Madej     | Mitsubishi Lancer Evo IX | 1:42:49.3 | +5:10.5 | N4          | 1      |
| 9       | Andrzej Mancin       | Jakub Gerber     | Mitsubishi Lancer Evo IX | 1:43:18.2 | +5:39.4 | N4          | 0      |
| 10      | Kamil Butruk         | Maciej Wilk      | Mitsubishi Lancer Evo IX | 1:43:45.4 | +6:06.6 | N4          | 0      |